# Colonia Popular
Colonia Popular är en ort i Argentina.   Den ligger i provinsen Chaco, i den nordöstra delen av landet, 800 km norr om huvudstaden Buenos Aires. Colonia Popular ligger 65 meter över havet och antalet invånare är 191.
Terrängen runt Colonia Popular är mycket platt. Närmaste större samhälle är Fontana, 19,5 km sydost om Colonia Popular.
I omgivningarna runt Colonia Popular växer huvudsakligen savannskog. Runt Colonia Popular är det glesbefolkat, med 12 invånare per kvadratkilometer.